# Online
Online (ang. online, pierwotnie on-line – podłączony do sieci) – stan, w którym obiekt np. (osoba, smartfon, komputer, serwer) jest połączony z internetem.
Przeciwieństwem trybu online jest tryb offline.